# 明白かつ現在の危険
明白かつ現在の危険（めいはくかつげんざいのきけん、英: clear and present danger）とは、表現の自由の内容規制に関する違憲審査基準の一つ。アメリカの憲法判例で用いられ、理論化された。違憲審査基準としては非常に厳格な基準であり、対象となる人権（表現内容を根拠とする表現の自由の規制）の制約を認める範囲は、著しく限定的である（自由の制約が違憲とされやすい）。

## 沿革

### シェンク対合衆国事件
「明白かつ現在の危険」の基準は、1919年のシェンク対アメリカ合衆国事件（Schenck v. United States, 249 U.S. 47 (1919)）の連邦最高裁判決において、ホームズ裁判官（Oliver Wendell Holmes）が定式化した。
シェンク対合衆国事件とは、第一次世界大戦中、徴兵制度に反対するパンフレットを配布した社会主義者チャールズ・シェンク（Charles Schenck）が、防諜法違反の嫌疑で起訴された刑事事件。シェンクは、防諜法がアメリカ合衆国憲法修正第1条の保障する言論の自由を侵害し、違憲無効であると主張した。連邦最高裁はこの主張を退け、当該言論の内容が違法行為を引き起こす「明白かつ現在の危険」を有するときは、その表現行為を刑罰によって制約しうると判示した。
表現の自由は、民主主義社会において重要な人権であることから、連邦最高裁はその後、この原則を慎重厳格に適用した。しかし、1950年に朝鮮戦争が勃発すると、「表現の自由の濫用は国家的利益を損ねる」という主張が起こり、表現の自由の規制に対する厳格な態度が批判されるようになった。

### ブランデンバーグ対オハイオ州事件
1969年、ブランデンバーグ対オハイオ州事件（Brandenburg v. Ohio, 395 U.S. 444 (1969)）の判決において、「明白かつ現在の危険」の基準の新しい定式化といえるブランデンバーグの基準（ブランデンバーグ・テスト）が示された。
ブランデンバーグの基準とは、「唱導が差し迫った違法行為を扇動し、若しくは生ぜしめることに向けられ、かつ、かかる行為を扇動し、若しくは生ぜしめる蓋然性がある場合を除き、唱導を禁止できない」とする原則である。

## 「明白かつ現在の危険」の基準
「明白かつ現在の危険」の基準は、表現内容を直接規制する場合に限定して用いられるべき、最も厳格な違憲審査基準である。この基準は、次の3要件に分析される。
1. 近い将来、実質的害悪を引き起こす蓋然性が明白であること
2. 実質的害悪が重大であり時間的に切迫していること
3. 当該規制手段が害悪を避けるのに必要不可欠であること

この3要件を満たしたと認められる場合には、当該表現行為を規制することができる。1と2の要件は「重大な害悪の発生に明白な蓋然性があり時間的に切迫していること」とまとめることができる。
この基準は、シェンク対合衆国事件判決においては、表現行為を禁止する法令（本件では防諜法）を解釈適用する際に、特定の表現行為が禁止に牴触するか否か判断するための基準であった。しかし、その後、法令そのものの合憲性判定基準として用いられるようになった。

## 日本における「明白かつ現在の危険」
アメリカ憲法判例理論の影響を強く受ける日本では、下級審判決で「明白かつ現在の危険」の基準を用いるものも見られた。
(1)公職選挙法の戸別訪問禁止規定（138条1項）について、その合憲性が問われた事件で、「明白かつ現在の危険」の基準について言及される。
東京地裁判決昭和42年3月27日判時493号72頁
戸別訪問により買収等の「重大な害悪を生ぜしめる明白にして現在の危険があると認めうるときに限り、初めて合憲的に適用しうるに過ぎない」と判示した。
妙寺簡裁判決昭和43年3月12日判時512号76頁
戸別訪問それ自体には「言論の自由を制限しうるために必要な危険の『明白性』の要件が欠けており」、公職選挙法138条の規定は、「明白かつ現在の危険の存在しない場合も含めて、何らの規定も付さずすべての戸別訪問を禁止しているものであることは明らかであるから、場合を分けて適用を異にする余地はなく、規定自体憲法21条1項に違反し、無効といわなければならない」と判示した。
最三判決昭和42年11月21日刑集21巻9号1245頁
公職選挙法138条1項は、買収等の「害悪の生ずる明白にして現在の危険があると認められるもののみを禁止しているのではない」として、戸別訪問禁止規定に「明白かつ現在の危険」の基準の適用を否定した。
(2)公共施設の利用について、不許可処分の合憲性が問われた事件で、「明白かつ現在の危険」の基準が考慮されている。
泉佐野市民会館事件では、「明らかな差し迫った危険の発生が具体的に予見される」として不許可処分とした事例を最高裁が適法としている（平成7年3月7日）。
上尾市福祉会館事件では、「主催者が集会を平穏に行おうとしているのに、その集会の目的や主催者の思想信条に反対する者らがこれを実力で阻止し、妨害しようとして紛争を起こすおそれがあることを理由に公の施設の利用を拒むことができるのは、…警察の警備等によってもなお混乱を防止することができないなど特別な事情がある場合に限られる」として、不許可処分を違法と判示した（平成8年3月15日）。